# NHK

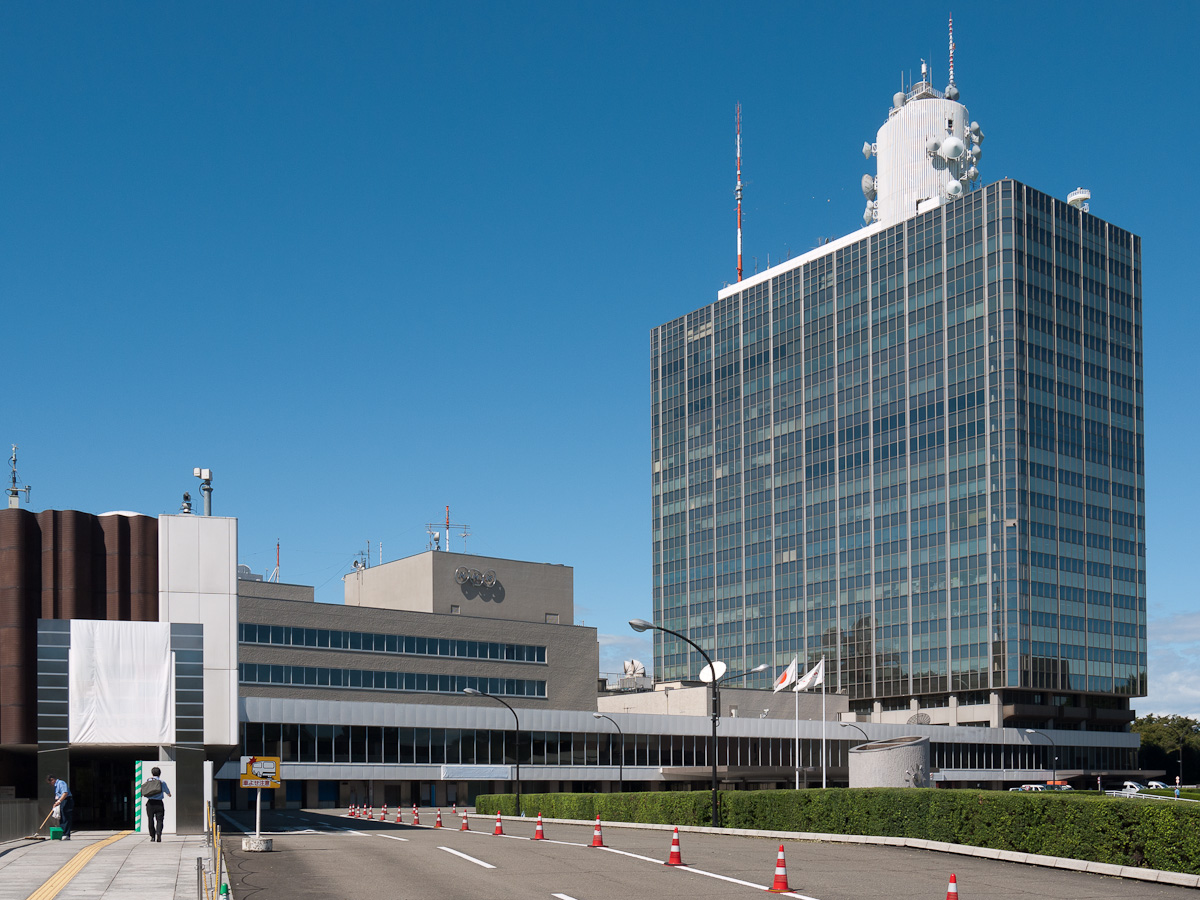
A sibujai NHK Broadcasting Center

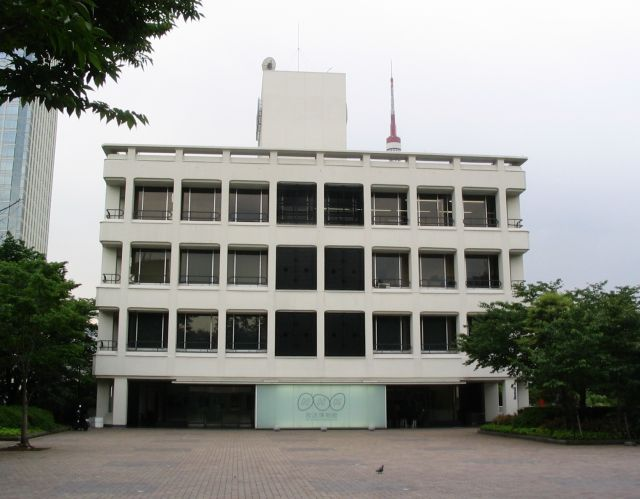
NHK Broadcasting Museum

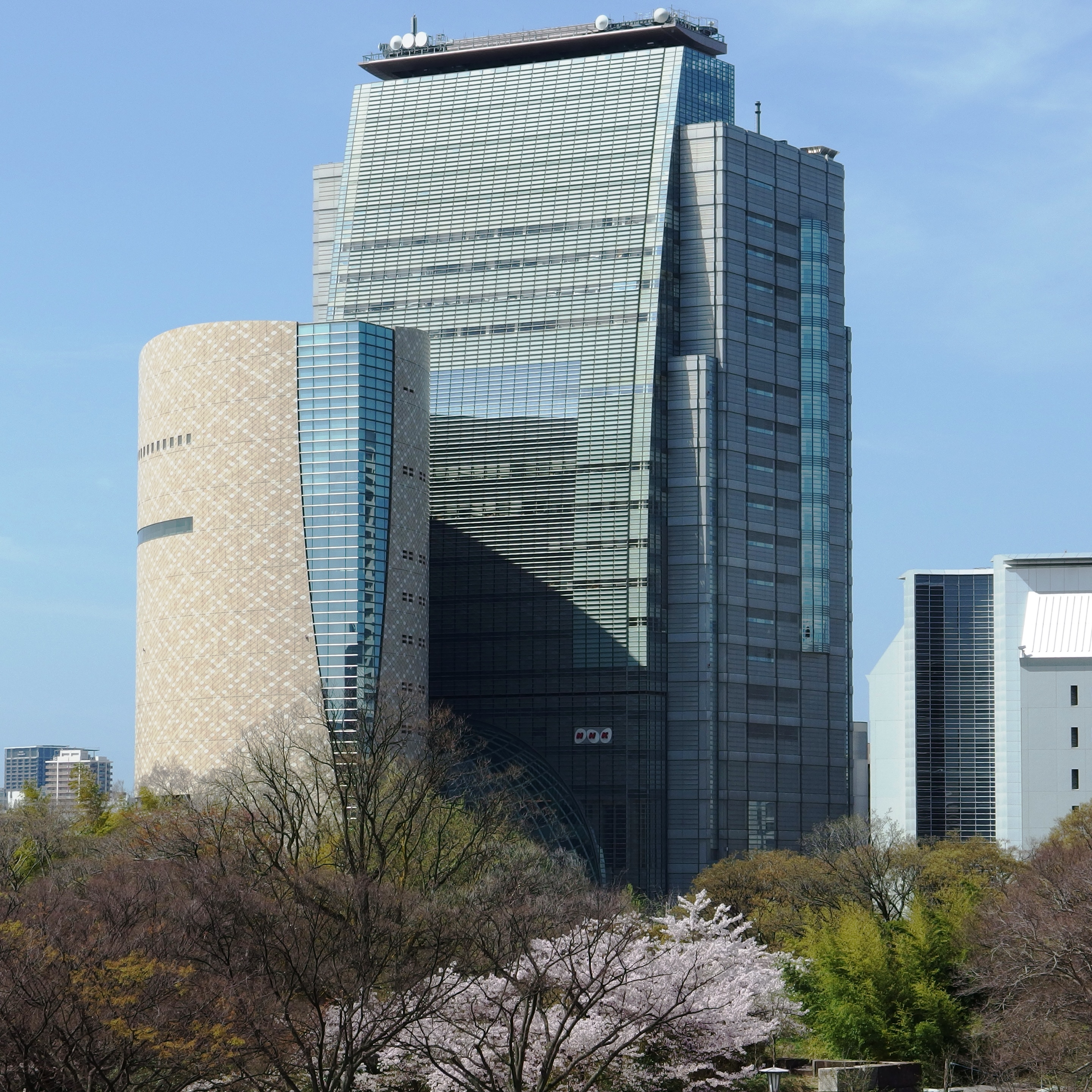
NHK Osaka

Az NHK (日本放送協会; Hepburn: Nippon Hōsō Kyōkai), hivatalos angol nevén Japan Broadcasting Corporation Japán közszolgálati műsorszolgáltató szervezete. Az NHK, ami mindig a nevének rövidített változatának angolos kiejtésével azonosítja magát, köztulajdonban lévő vállalat, melyet a nézők televíziós licencdíjaiból tartanak fenn.
Az NHK két földfelszíni televíziós szolgáltatást (NHK General TV és az NHK Educational TV), két műholdas televíziós szolgáltatást (NHK BS 1 és az NHK BS Premium, mindkettő magas felbontásban) és három rádióhálózatot (NHK Radio 1, NHK Radio 2 és az NHK FM) működtet.
Az NHK NHK World név alatt nemzetközi műsorszolgáltatást is nyújt. Az NHK Worldöt az NHK World TV és az NHK World Premium televízióadók, illetve az NHK World Radio Japan rövidhullámú rádiószolgáltatás alkotja. Ezeken felül az NHK World Radio Japan néhány műsora interneten keresztül is elérhető.

## Szervezet
Az NHK egy független vállalat, melyet a japán műsorszórási törvény előírása szerint igazgatnak és elsősorban a licencdíjakból tartják fenn. Az NHK World nemzetközi közönségének szánt műsorszórását a japán kormány finanszírozza. Az NHK éves költségvetési kerete Japán országgyűlésének felülvizsgálata és jóváhagyása alatt áll. Az országgyűlés egy tizenkét tagból álló igazgatótanácsot (経営委員会, keiei iinkai) is kijelöl az NHK felügyelésére.
Az NHK-t teljes munkaidőben az igazgatóság (理事会, ridzsikai) kezeli, ami egy elnökből, egy alelnökből és hét–tíz ügyvezető igazgatóból áll, akik az NHK működésének különböző területeit felügyelik. Az igazgatóságnak jelentéseket kell tennie az igazgatótanácsnak.

## Licencelési díj
Az NHK-t vételi díjakból (受信料; Hepburn: jushinryō) finanszírozzák, ami bizonyos angol nyelvű országban alkalmazott licencdíj-rendszernek feleltethető meg. Az NHK finanszírozását szabályozó műsorszórási törvény kimondja, hogy minden az NHK vételére alkalmas televíziókészülék után díjat kell fizetni. A díjat egységesítették, az ingázó irodisták és diákok kedvezményben részesülnek, valamint Okinava prefektúra lakói is általános kedvezményt kapnak. Azon nézők számára, akik semmilyen speciális kedvezményre nem jogosultak és évente egy összegben banki átutalással fizetik be a licencdíjat, azoknak az 13 600 jen a földfelszíni vétel, míg 24 090 jen a földfelszíni és a műholdas vétel egyben.
A műsorszórási törvényben nincs meghatározva büntető intézkedés a fizetés elkerülésére; ami miatt számos az NHK-val kapcsolatos botrány következtében a nemfizetők száma meghaladta az egymillió főt.[forrás?] Ez az eset vitát váltott ki a díjazás tisztességéről. 2006-ban az NHK úgy döntött, hogy jogi lépéseket tesz a törvény legkirívóbb megsértői ellen.

## Televíziós műsorai

### Hírműsorok
Az NHK helyi, nemzeti, és világi híradásokat is ad. A napi rendszerességű NHK News 7 műsort két nyelven; japán és angol hangsávval is leadják az NHK General TV-n és az NHK nemzetközi adóin, a TV Japanen és az NHK World Premiumon. A zászlóshajó hírműsor, a News Watch 9 is kétnyelvű és szintén az NHK General TV-n és az NHK nemzetközi adóin, a TV Japanen és az NHK World Premiumon sugározzák. A világhírek az NHK BS 1-on és az NHK World Premiumon futnak a Catch! Szekai no dzsiten (reggeli idősáv), illetve az International News Report (éjszakai idősáv) képében. A hírműsorok az NHK BS 1-on minden egész óra előtt tíz perccel kezdődnek, kivéve az élő sportesemények alatt.
Az NHK a siketek és gyengén hallóknak is kínál általános hírműsorokat (az NHK Educational TV-n), regionális híreket (az NHK General TV-n) és gyermekhírműsorokat is. A Newsline az NHK World TV-n futó angol nyelvű híradás a külföldi nézők igényeihez igazítva.
ES Krauss Broadcasting Politics in Japan: NHK and Television News című könyvében azt állítja, hogy az 1690-es és 1970-es években az NHK híradásainak külső kritikusai panaszkodtak azok szigorú semlegessége, a kormány szemrehányásának hiánya és az események tudósítása alatti önszabályozásának hiánya miatt. Krauss szerint vajmi kevés előre lépés történt ezen téren az 1980-as és az 1990-es években. A 2011-es fukusimai atomkatasztrófa után kritikák érték az NHK-t a radioaktív szennyeződésből eredő veszélyek alábecslése miatt.

### Sürgősségi jelentések
A műsorszórási törvény előírásai szerint az NHK köteles természeti katasztrófák, így földrengések vagy cunamik során korai előrejelző sürgősségi jelentéseket közölni. A szervezet országos szeizmométer-hálózata és a Japán Meteorológiai Ügynökséggel kötött együttműködése révén az NHK 2–3 perccel a rengések után már képes kihíresztelni azokat. Háború esetén légitámadásokról is figyelmeztethet a J-Alert rendszeren keresztül.
A szervezet minden figyelmeztetését öt nyelven, így japán mellett angolul, mandarinul, koreaiul és portugálul is sugározza. A 2011-es tóhokui földrengés és cunami alatt is ezen az öt nyelven kerültek sugárzásba.

### Sportműsorok
Az NHK az 1953-as nacu baso óta mind a  hatéves rendszerességű szumótornát közvetíti, de a Kósinen stadionban megtartott középiskolás baseballbajnokságokat, az olimpiai játékokat (a Japan Consortium tagjaként), Japán nemzeti sportfesztiváljait, illetve számos egyéb sporteseményt is követ. Az NHK a Boston Red Sox játékait is közvetíti, ha Macuzaka Daiszuke is beáll a dobókörbe. Ezek mellett az NHK birtokolja az FA Premier League japán közvetítésének jogát.

### Zene
Az NHK által anyagilag támogatott NHK szimfonikus zenekar, eredetileg 1951-ig a Japán szimfonikus zenekar volt.

### Drámák
Egy érzelgős reggeli műsor, egy heti rendszerességű dzsidaigeki és a Taiga drama nevű éves hosszúságú műsor adják a hálózat szórakoztató műsorainak magját. Az NHK a külföldön készített drámák sugárzásáért is erőfeszítéseket tesz, ezeket „külföldi drámáknák” (海外ドラマ; Hepburn: Kaigai dorama) hívja.

### Dokumentumfilmek
Az NHK a dokumentumsorozatairól ismert, először a népszerű Mirai eno iszan című minisorozata, majd később az NHK tokusu (később NHK Special) dokumentumsorozatok, így a The Silk Road vagy az Eizó no szeiki (映像の世紀; Hepburn: Eizō no Seiki) révén.

## Története
Az NHK legelső előfutára Sinpei Gotó gróf vezetése alatt 1924-ben alapított Tokyo Broadcasting Station (東京放送局) volt. A Tokyo Broadcasting Station, illetve attól különálló oszakai és nagojai székhelyű szervezetek 1925-ben kezdték meg a rádiós műsorszórást. A három csatorna 1926 augusztusában egyesült, így létrehozva az NHK-t. Az NHK-t a brit BBC mintájára építették fel, az egyesülést és az újraszervezést a háború előtti Hírközlési Minisztérium védnöksége alatt vitelezték ki. Az NHK második rádióhálózata 1931-ben, míg a harmadik (FM) 1937-ben kezdte meg a sugárzást.

### Rádiós műsorszórás
Az NHK kísérleti jelleggel, az 1930-as években kezdte meg a rövidhullámú műsorszórást, majd 1935-ben Radio Japan név alatt a rendszeres angol és japán nyelvű rövidhullámú műsorszórást, kezdetben a Hawaii szigetén és Észak-Amerika nyugati partján élő etnikai japán hallgatókra összpontosítva. Az 1930-as évek végére az NHK tengerentúli műsorszórása Radio Tokyo néven vált ismertté, a nevet 1941-ben hivatalosan is felvették.
1941 novemberében a Japán Császári Hadsereg államosított minden nyilvános hírügynökséget, és összehangolta azokat az „Információ-összekötő titkos bizottságon” keresztül.[forrás?] A második világháború ideje alatt minden hírközlés a császári hadsereg tokiói főhadiszállásának hivatalos bejelentése volt. A híres Tokyo Rose propagandaműsorokat is az NHK sugározta. Az NHK 1945 augusztusában a Gjokuon-hószót, Hirohito japán császár megadási beszédét is közvetítette.
A háború után, 1945 szeptemberében a Douglas MacArthur által vezényelt szövetséges megszállás betiltotta az NHK összes nemzetközi sugárzását és az NHK számos létesítményét és frekvenciáját a Far East Network (később American Forces Network) szolgálatába állította. Frank Shozo Baba japán-amerikai származású rádiós ezen időkben csatlakozott az NHK-hoz, majd az ő vezetésével újították meg annak műsorait. A Radio Japan 1952-ben ismét megkezdte a tengerentúli műsorszórását.
Az 1950-ben elrendelt új műsorszórási törvény szerint az NHK-t hallgatói támogatásokból fenntartott független vállalattá alakították, amivel egy időben megnyitották a kereskedelmi műsorszórást Japánban. Az NHK még ebben az évben megkezdte a televíziós műsorszórást, melyet az oktatási célú adója követett 1959-ben, majd 1960-ban a színes műsorszórás.
Az NHK az 1964. évi nyári olimpiai játékok, az első széleskörűen televízióban közvetített olimpiai játékok nemzetközi műsorszóróközpontjaként nyitotta meg a sibujai jelenlegi székhelyének első fázisát. A komplexum fokozatosan bővült, majd 1973-ban az NHK székhelye lett. A szervezet Hibija parkkal szomszédos korábbi székhelyét Hibija város sokemeletes komplexumává fejlesztették.

### Műholdas műsorszórás
Az NHK 1984-ben kezdte meg a műholdas műsorszórás az NHK BS 1 adóval, melyet 1985-ben követett az NHK BS 2. 1989-ben mindkét adó megkezdte a rendszeres műsorszórást. 2011 áprilisában a BS 1-et átnevezték, míg a BS 2 adását megszüntették, helyére a BS Premium állt, ami a korábban a BShi adó által használt helyről közvetít. Mindkét csatorna nagyfelbontásban közvetíti a műsorait.
Az NHK 1995-ben kezdte meg nemzetközi műholdas műsorszórást Észak-Amerikában és Európában, ami az NHK World TV 1998-as elindulásához vezetett. Európában 2008-ban szabadon vehető lett az Astra 19.2°E (Astra 1L) és a Eurobird műholdakon keresztül.
Az NHK 2000 decemberében kezdte meg a digitális televíziós műsorszórást a BS Digital adón, melyet 2003-ban három főbb nagyvárosi térségben a földfelszíni digitális televíziós műsorszórás követett. A digitális televíziós lefedettsége fokozatosan bővült, 2011 júliusára, az analóg adás megszűnésének idejére (kivéve a 2011-es tóhokui földrengés és cunami által sújtott területeken, ahol erre 2012-ben került sor) már csaknem egész Japánt lefedte.

### Studies of Broadcasting
Az NHK 1963 és 1999 között Studies of Broadcasting: An International Annual of Broadcasting Science néven elemzéseket tett közzé a műsorszórási technikák nemzetközi állásáról.

## Botrányok

### A munkavállalói részvények tőzsdei értékesítésének tiltása
2007-ben az NHK három munkatársát megbírságolták és elbocsátották bennfentes kereskedelemre hivatkozva. Az NHK kizárólagos tudásanyagát használva tettek szert haszonra részvények kereskedelmével.
2008. július 11-én az NHK bevezette azon közel 5700 munkavállalója körében a részvények tőzsdei értékesítésének tilalmát, akiknek hozzáférése van a belső hírkezelési rendszerhez. Az alkalmazottaknak írásban kellett esküt tenniük arról, hogy nem fognak részvényekkel kereskedni és kötelesek voltak a vezető alkalmazottak jóváhagyását kérni a már a tulajdonukban lévő részvények értékesítését illetően. Az NHK az összes alkalmazottja körében betiltotta a rövid hatályú, kevesebb mint hat hónap alatt lezajló részvényárusítást.
A tiltás nem terjedt ki a munkavállalók családjára, az NHK azok átutalásairól sem kért jelentéseket.

### Kritikák a szervezet Japán hadi története körüli megjegyzései miatt
Az NHK-nak alkalmanként különböző bírálatokkal kellett szembenéznie Japán hadi történetének kezelése miatt.
Momii Kacuto, az NHK 21. elnöke vitát kavart, amikor 2013. december 20-i kinevezése utáni első sajtótájékoztatóján Japán második világháborús tetteit vitatta meg. A jelentések szerint Momii kijelentette, hogy az NHK-nak támogatnia kell a Japán kormányt a Kínával és Dél-Koreával szembeni területi vitáival kapcsolatban. Az is vihart kavart, amikor lekicsinyítette az úgynevezett „vigasznők” a második világháborúban a japán katonák által kényszerített szexuális rabszolgaságát. Később a Japan Times jelentései arra is fényt derítettek, hogy Momii első napján megkérte a vezetőségi csapat tagjait, hogy adják be a lemondásukat, mivel mindegyiküket az elődje jelölte ki.
2014 áprilisának végén számos civil társadalmi szervezet tüntetett Momii Kacuto NHK főigazgatói szerepe ellen. Az egyik szervezet, a „Nézők közössége az NHK megfigyelésért és ösztönzésért” (NHKを監視・激励する視聴者コミュニティ) nyilvános levélben szólította fel Momiit a lemondására, arra hivatkozva, hogy a sajtótájékoztatóján tett megjegyzései robbanásszerűek voltak. A levélben kimondták, hogy ha Momii április végéig nem mond le, akkor a civil szervezet tagjai féléves időszakra szüneteltetik a licencelési díj befizetését.
2014. október 17-én a The Times jelentése szerint olyan belsős NHK-dokumentumokat kerültek a birtokukba, melyek megtiltják Nanking meggyalázására, a japán katonák második világháború alatti szexuális rabszolgatartására és a Kínával való területi vitáira való utalásokat a szolgáltató angol nyelvű műsoraiban.